# Bulbophyllum bracteolatum
Bulbophyllum bracteolatum là một loài phong lan.